# 簑輪諒
簑輪 諒（みのわ りょう、1987年10月8日 - ）は、日本の歴史・時代小説作家。

## 略歴
栃木県宇都宮市出身。2014年、丹羽家の敗者復活劇を描いた『うつろ屋軍師』が第19回歴史群像大賞の佳作となり、作家デビュー。操觚の会会員。
2018年、『最低の軍師』で啓文堂書店時代小説文庫大賞を受賞。

## 著書
- 『うつろ屋軍師』学研パブリッシング/祥伝社文庫 2014 （江口正吉を描く）
- 『殿さま狸』学研パブリッシング/祥伝社文庫 2015 （蜂須賀家政を描く）
- 『くせものの譜』学研プラス/文春文庫 2016（御宿政友を描く短編連作）
- 『でれすけ』徳間書店 2017 （佐竹義重を描く)
- 『最低の軍師』祥伝社文庫 2017 （白井胤治を描く）
- 『千里の向こう』文藝春秋/文春文庫 2019 （中岡慎太郎を描く）
- 『化かしもの 戦国謀将奇譚』文藝春秋 2023 （武田信玄、長宗我部元親、島津歳久ら戦国の謀将を描く短編集）

### アンソロジー収録作品
- 短編「名だけを残して」 収録：『決戦!関ヶ原2』（講談社、2017年）
- 短編「川中島を、もう一度」 収録：『戦国番狂わせ七番勝負』（文藝春秋、2017年）・『時代小説ザ・ベスト2018』（集英社、2018年）
- 短編「糟屋助右衛門の武功」 収録：『決戦!賤ヶ岳』（講談社、2017年）
- 短編「淵瀬は廻る」 収録：『決戦!設楽原』（講談社、2018年）
- 短編「宇都宮の尼将軍」 収録：『時代小説ザ・ベスト2020』（集英社、2020年）